# Aleyrodes proletella
Bọ phấn cải bắp (Aleyrodes proletella) là một loài côn trùng trong họ Aleyrodidae. Nó phân bố trên toàn cầu.
Con trưởng thành dài 1,5 mm. Chúng có đôi cánh trắng với những đốm màu xám, cánh có bột phấn màu trắng. Đây là một loài bệnh dịch hạch trên các loài Brassica khác nhau và Fragaria. Ngoài ra, chúng còn ăn các loài thực vật hoang dã khác nhau, bao gồm Capsella Bursa-pastoris. 
Thông thường có 4-5 thế hệ mỗi năm. Sự phát triển của một thế hệ khác nhau 3-6 tuần. Một con cái có thể đẻ tới 150 trứng.

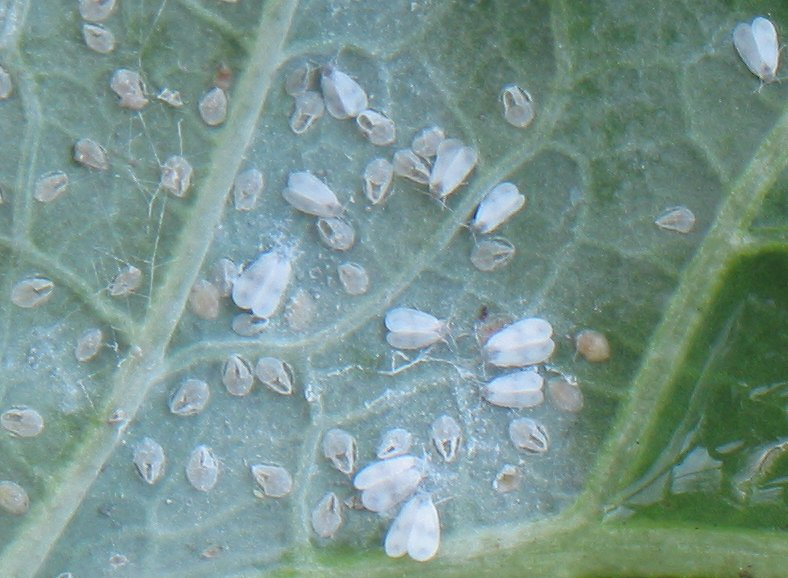
Con lớn, trứng và nhộng

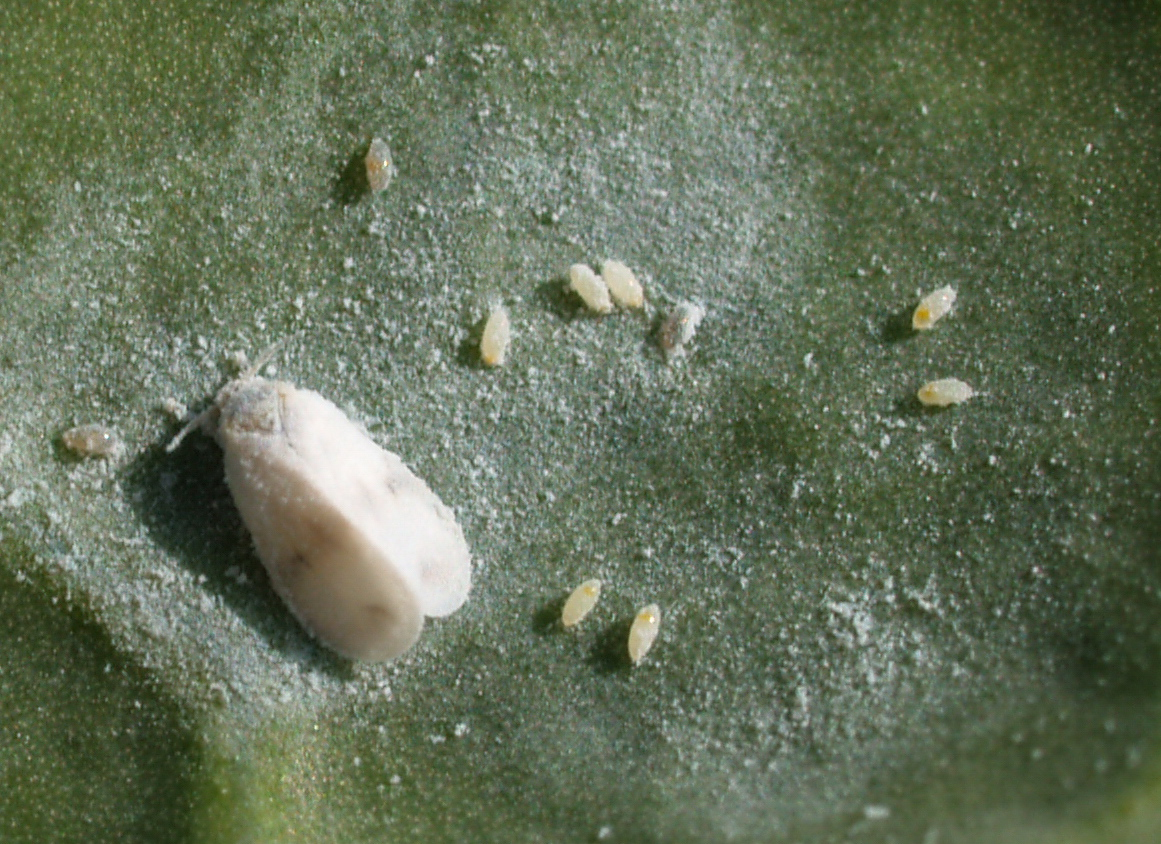
Con trưởng thành với trứng